# Dale Derkatch
Dale Derkatch (* 17. Oktober 1964 in Preeceville, Saskatchewan) ist ein ehemaliger kanadischer Eishockeyspieler, der für den EC Hedos München bzw. die Maddogs München, den SB Rosenheim, die Düsseldorfer EG und die Kaufbeurer Adler in der Deutschen Eishockey Liga spielte.

## Karriere
Derkatch spielte während seiner Juniorenzeit für die Regina Pats in der Western Hockey League und wies hervorragenden Statistiken auf. Drei Jahre hintereinander kam er auf über 100 Scorerpunkte und seine 179 Punkte aus der Saison 1982/83 sind ein bis heute gültiger Rekord bei den Pats. In diesen Jahren waren unter anderem Anthony Vogel, Wally Schreiber und Rick Nasheim unter seinen Teamkollegen. Die Scouts hielten ihn jedoch für zu klein und so wurde der Star der Nachwuchsliga, dessen Nummer 16 bei den Regina Pats nicht mehr vergeben wird, beim NHL Entry Draft 1983 von den Edmonton Oilers erst in der siebten Runde als 140. ausgewählt.
Den Sprung in die NHL schaffte Derkatch nie. Schon 1984 wechselte er nach Italien und spielte dort beim HC Bozen und bei Asiago Hockey. 1986 wechselte er nach Finnland und spielte dort bei Ilves Tampere. Zur Bundesliga-Saison 1989/90 wechselte er zum Aufsteiger EC Hedos München in die Eishockey-Bundesliga. Als Ausländerduo mit Ken Berry spielte er sich in die Herzen der Münchner Fans. Schon nach einem Jahr verließ er die Münchner zu einem der Rivalen, dem SB Rosenheim. Dort war er in der Saison 1991/92 Topscorer der Liga. Mit Gordon Sherven wechselte er in die Schweiz, zum Zürcher SC. Sein Wechsel zurück nach Deutschland zur Düsseldorfer EG noch im Laufe der Saison brachte ihm in der Saison 1992/93 seinen ersten deutschen Meistertitel ein. Mit seinem Wechsel zurück zum EC Hedos München konnte er den Meistertitel behalten. Auch im kommenden Jahr war er auf dem besten Weg zur Titelverteidigung, doch das Team, das inzwischen Mad Dogs München hieß, stellte aus finanziellen Gründen den Spielbetrieb ein. Es folgten noch ein Jahr bei den Kaufbeurer Adlern in der DEL und zwei Spielzeiten beim SC Riessersee in der 1. Liga, bevor er seine aktive Karriere beendete.
Später war er unter anderem als Scout der Washington Capitals tätig.

## Erfolge und Auszeichnungen
- 1982 Stewart „Butch“ Paul Memorial Trophy
- 1983 Brownridge Trophy
- 1983 WHL First All-Star Team
- 1985 Italienischer Meister mit dem HC Bozen
- 1993 Deutscher Meister mit der Düsseldorfer EG
- 1994 Deutscher Meister mit Hedos München